# Dumitra
Dumitra (in ungherese Nagydemeter, in tedesco Mettersdorf) è un comune della Romania di 4760 abitanti, ubicato nel distretto di Bistrița-Năsăud, nella regione storica della Transilvania.
Il comune è formato dall'unione di 3 villaggi: Cepari, Dumitra, Tărpiu.